# أوين تيج
أوين تيج (بالإنجليزية: Owen Teague)‏ هو ممثل أمريكي ولد في 8 ديسمبر 1998،قام بالتمثيل في مسلسل السلالة وفي إت وإت: الفصل الثاني.

## وصلات خارجية
- أوين تيج على موقع IMDb (الإنجليزية)
- أوين تيج على موقع ميتاكريتيك (الإنجليزية)
- أوين تيج على موقع روتن توميتوز (الإنجليزية)
- أوين تيج على موقع ألو سيني (الفرنسية)
- أوين تيج على موقع قاعدة بيانات الفيلم (الإنجليزية)
- أوين تيج على موقع كينوبويسك (الروسية)